# Después de la tormenta
Después de la tormenta, és una pel·lícula argentina, dirigida per Tristán Bauer i protagonitzada per Lorenzo Quinteros, Patricio Contreras i Ana María Picchio. Va obtenir deu premis, entre ells el Cóndor de Plata i el Colón d'Or com a millor pel·lícula. Es va estrenar el 6 de juny de 1991.

## Argument
Finals de la dècada de 1980 en l'Argentina. La crisi econòmica deteriora la situació d'una família de migrants interns que s'havia anat a viure a Buenos Aires. El cap de família resol llavors tornar al seu lloc de naixement, però allí troba als seus pares i germans, vivint encara pitjor.

## Actors
- Lorenzo Quinteros (Ramón)
- Patricio Contreras (Santos)
- Ana María Picchio
- Eva Fernández (Nora)
- Franklin Caicedo (Negro)
- José Jofre Soares
- Javier Núñez (Andrés)
- Paola Cardozo (Paloma)
- Lidia Catalano
- Juan Ramón López
- Víctor Hugo Carrizo
- Oscar Núñez
- Isaac Haimovici
- Carlos Romano
- Gonzalo Arguimbau
- José Andrada
- Oscar Cisterna
- Guillermina Quiroga
- María Ucedo

• Mayra Bonard
- Ángela Thompson Georgas (Luisa Gomez)

## Premis
- 1992, Premis Cóndor de Plata (8): millor pel·lícula, millor director, millor guió, millor fotografia, millor muntatge, millor òpera prima, millor revelació femenina (Eva María Fernández), millor actor de repartiment (Patricio Contreras)
- 1990, Festival de Cinema Iberoamericà de Huelva: (Premis Colón): Colón d'Or.
- 1990, Festival Internacional de Cinema de Sant Sebastià 1990: millor director debutant[2]